# Casa pairal del Portal de Caps
La Casa pairal del Portal de Caps és una obra de Talarn (Pallars Jussà) inclosa a l'Inventari del Patrimoni Arquitectònic de Catalunya.

## Descripció
Edifici de tres o quatre plantes d'alçada amb cellers i golfes. Emplaçat entre mitgeres, formant angle, està adossat a la muralla de la vila. És una de les dues portes d'accés, amb torre de defensa a la part posterior. Destaca la porta adovellada amb escut i data. Els murs de pedra arrebossats tenen balcons i finestres disposats irregularment. La coberta de teula àrab sobresurt formant un voladís característic d'aquest carrer de tipologia medieval-barroc.

## Història
A la llinda, amb el seu respectiu escut, s'inscriu la data de 1609.